# Copa Guatemala 1945
En 1945 la Federación Costarricense de Fútbol organizó la edición 18 de los torneos de Copa, con el nombre de Copa Guatemala (la federación acuerda realizar la disputa de la copa que años atrás había donado el mandatario guatemalteco Jorge Ubico al
Consejo Nacional de Educación Física, fue la segunda edición bajo este nombre), realizada durante una pausa del campeonato de primera división de ese año por motivo de una gira que en septiembre hace Alajuelense en Cuba.
El Herediano venció en la final a la Gimnástica Española 4-3, logrando su quinto título de copa. Los goleadores son cuatro elementos con tres goles cada uno, los florenses Luciano Campos, Aníbal Varela, Edgar Murillo y el gimnástico Campos.

## Cuartos de final
| 16 de septiembre de 1945 | Orión FC | 0:5 | Sociedad Gimnástica Española            | Estadio Nacional, San José |                          |
|                          |          |     | Luis Zamora 2 Foche Villalobos Campos 2 | Árbitro(s): Juan Navarro   | Árbitro(s): Juan Navarro |

| 23 de septiembre de 1945 | Universidad de Costa Rica | 2:1 | La Libertad1    | Estadio Nacional, San José |  |
|                          | Chavarría Fernando Solano |     | Alejandro Calvo |                            |  |

| 30 de septiembre de 1945 | Herediano                                    | 4:2 | Cartaginés         | Estadio Nacional, San José |  |
|                          | Luciano Campos 2 Aníbal Varela Édgar Murillo |     | Soto Marco A. Mora |                            |  |

1. La Libertad pasa a semifinales como mejor perdedor de la serie de cuartos de final.

## Semifinales
| 7 de octubre de 1945 | Sociedad Gimnástica Española | 2:1 | La Libertad | Estadio Nacional, San José |  |
|                      | A. Severino Foche Villalobos |     | Farina      |                            |  |

| 14 de octubre de 1945 | Herediano                   | 2:1 | Universidad de Costa Rica | Estadio Nacional, San José |  |
|                       | Aníbal Varela Édgar Murillo |     | Fernando Solano           |                            |  |

## Final
| 21 de octubre de 1945 | Sociedad Gimnástica Española | 3:4 | Herediano                                              | Estadio Nacional, San José |  |
|                       | Salazar Campos Guido Soto    |     | Carlos Soto Édgar Murillo Luciano Campos Aníbal Varela |                            |  |

|           |
| Herediano |
|           |
| 5° título |

| Predecesor: Torneo de Copa 1945 | Torneo de Copa de Costa Rica 1945 | Sucesor: Torneo de Copa 1947 |